# Нижня Ага
Нижня Ага́ (рос. Нижняя Ага) — село у складі Могойтуйського району Забайкальського краю, Росія. Входить до складу Хілинського сільського поселення.

## Історія
Село було утворено 2014 року шляхом виділення зі складу селища Ага.